# وارتیوساری
وارتیوساری (به لاتین: Vartiosaari) یک منطقهٔ مسکونی در فنلاند است که در استان فنلاند جنوبی واقع شده‌است.